# Neoclytus angelicus
Neoclytus angelicus är en skalbaggsart som beskrevs av Van Dyke 1927. Neoclytus angelicus ingår i släktet Neoclytus och familjen långhorningar. Inga underarter finns listade i Catalogue of Life.